# Тропа к Егошихе
Тропа к Егошихе — экопространство в центре города Перми, кольцевой прогулочный маршрут в долине реки Егошиха.
Экологическая тропа была заложена в 2019 году, русло реки было очищено и благоустроена первая лестница. В 2020 году маршрут стал кольцевым, продолжено благоустройство, возведены первые арт-объекты, продолжена практика субботников среди экоактивистов и местного бизнеса.
На территория экотропы регулярно проводятся экскурсии, и программы отдыха. Тропа к Егошихе является некоммерческим проектом, на территорию экопространства имеют доступ все желающие.

## Общие сведения
В рамках проекта в историческом центре Перми восстановлен мост через реку в районе Егошихинского некрополя, создана экологическая тропа и рекреационное пространство. В долине находятся геологические и краеведческие памятники истории. По тропе к Егошихе проводятся экскурсии и мероприятия, посвященные истории этого места и города Перми.
«Тропа к Егошихе» реализована Пермским краевым отделением «Всероссийского общества охраны природы», общественным движением «Слушай соловья», интернет-журналом «Звезда» при поддержке крупного бизнеса Пермского края.

## Фестиваль малых рек
В Перми протекает более 300 малых рек. Река Егошиха является одной из них. Малые реки и их долины формируют овражистый городской ландшафт и поддерживают экосистему города.
С 2019 года в Перми проходит фестиваль «День рождения рек». Он ориентирован на развитие бережного и осмысленного отношения жителей города к речной акватории Перми. Фестиваль нацелен на концентрацию внимания вокруг экологических, градостроительных и культурных проблем освоения малых рек города.
Название проекта намеренно провоцирует ассоциации с человеческим праздником, но радикально меняет перспективу, одушевляя городскую природу и вызывая к жизни иные временные контексты, показывающие относительность человеческой цивилизации к времени формирования геологических и природных структур планеты.
Смена перспективы от антропоцентрической к природной, от большой реки к малым рекам приводит к радикальному изменению практик — от развлечения к осмыслению, от потребления и эксплуатации к поддержке, от фестиваля на набережной к масштабному городскому событию, которое разворачивается вокруг малых рек города.
Уникальный пермский ландшафт, насчитывающий более 300 рек и ручьев, наполняющих полноводную Каму, — уникальный контекст для масштабирования и развития фестиваля.